# 李杰 (1964年)
李杰（1964年4月—），男，陕西吴起人，中华人民共和国外交官，曾任中华人民共和国驻密克罗尼西亚联邦特命全权大使、中华人民共和国驻赞比亚共和国特命全权大使和中国人民外交学会副会长。

## 生平
1988年，进入宁夏回族自治区青铜峡市教育工作。1990年，调入宁夏回族自治区政府外事办公室任职，期间在驻塞拉利昂大使馆任职3年。2006年，升任宁夏回族自治区政府外事（侨务）办公室副主任。2009年，任中共宁夏回族自治区委副秘书长。2010年，任宁夏回族自治区政府外事（侨务）办公室主任。2013年，任驻美国大使馆公使。2015年1月，出任中华人民共和国驻密克罗尼西亚联邦大使。2018年5月，出任中华人民共和国驻赞比亚大使。2022年2月，自驻赞比亚大使离任。同年，任中国人民外交学会副会长。2024年，卸任外交学会副会长一职。

## 家庭
已婚，有一子。